# Uropterygius supraforatus
Uropterygius supraforatus és una espècie de peix de la família dels murènids i de l'ordre dels anguil·liformes.

## Morfologia
Els mascles poden assolir els 40 cm de longitud total.

## Distribució geogràfica
Es troba des de les Illes Chagos fins a les Hawaii, les Illes de la Societat, les Illes Marshall i Micronèsia.